# Satrikh
Satrikh è una suddivisione dell'India, classificata come nagar panchayat, di 10.129 abitanti, situata nel distretto di Barabanki, nello stato federato dell'Uttar Pradesh. In base al numero di abitanti la città rientra nella classe IV (da 10.000 a 19.999 persone).

## Geografia fisica
La città è situata a 26° 52' 0 N e 81° 12' 0 E e ha un'altitudine di 110 m s.l.m..

## Società

### Evoluzione demografica
Al censimento del 2001 la popolazione di Satrikh assommava a 10.129 persone, delle quali 5.309 maschi e 4.820 femmine. I bambini di età inferiore o uguale ai sei anni assommavano a 2.217, dei quali 942 maschi e 1.275 femmine. Infine, coloro che erano in grado di saper almeno leggere e scrivere erano 3.805, dei quali 2.361 maschi e 1.444 femmine.